# Areyto (EP)
Areyto es el segundo EP de la banda puertorriqueña de metal progresivo Puya, lanzado digitalmente en 2010.

## Antecedentes
Puya se disolvió en 2002 mientras varios miembros trabajaban en sus proyectos propios. El guitarrista Ramón Ortiz tocaba con Ankla, una banda establecida en Los Ángeles, el bajista Harold Hopkins Miranda tocaba en Yeva fuera de Puerto Rico, Ed Paniagua estuvo de gira como baterista con varios artistas solistas, mientras Sergio Curbelo volvió a escuela de artes gráficas por computadora en Miami. Areyto es el primer lanzamiento de la banda desde 2001

## Lista de canciones
| Original |                                                                        |          |  |
| N.º      | Título                                                                 | Duración |  |
| 1.       | «"Ni Antes Ni Despues"» (Ramón Ortiz)                                  | 4:21     |  |
| 2.       | «"No Hay Mal Que Por Bien No Venga"» (Ortiz)                           | 4:34     |  |
| 3.       | «"Areyto"» (Harold Hopkins)                                            | 3:51     |  |
| 4.       | «"La Muralla"» (feat. Tito Auger, Tego Calderón, Mimi Maura & El Topo) | 5:36     |  |
| 5.       | «"Hecho el Resto"» (Ortiz, Hopkins)                                    | 4:03     |  |
| 22:25    |                                                                        |          |  |

## Integrantes
- Ramón Ortiz - Guitarras
- Eduardo Paniagua - Batería
- Sergio Curbelo - Voces
- Harold Hopkins - Bajo